# 大柴旦行政委員会
大柴旦行政委員会（だいさいたん-ぎょうせいいいんかい）は中華人民共和国青海省海西モンゴル族チベット族自治州に位置する行政委員会。

## 行政区画
- 鎮:柴旦鎮、錫鉄山鎮